# Heinz Förstendorf
Heinz Förstendorf (* 28. Dezember 1907 in Leipzig; † 2. September 1988 in Bremen) war ein deutscher Hockeyspieler.
Heinz Förstendorf gehörte dem in den 1920er Jahren dominierenden deutschen Hockeyverein an, dem Leipziger SC. Bei den Olympischen Spielen 1928 in Amsterdam gehörten mit Georg Brunner, Heinz Förstendorf, Werner Freyberg, Werner Proft und Rolf Wollner fünf Leipziger zum Kader. Förstendorf wirkte in Amsterdam lediglich im Spiel gegen Frankreich mit. Im Spiel um den dritten Platz gegen Belgien schlugen seine Mannschaftskameraden die Belgier mit 3:0 und Förstendorf erhielt mit der deutschen Mannschaft die Bronzemedaille. Insgesamt wirkte Heinz Förstendorf in vier Länderspielen mit.